# Anders Blomberg
Anders Blomberg, född 1952, är en svensk konstnär.
Blomberg studerade vid Nyckelviksskolan på Lidingö och vid Birkagårdens konstskola i Stockholm. Separat har han ställt ut på bland annat Art Café i Stockholm, World Health Organisation i Köpenhamn och på Danska statens livsmedelsverk i Köpenhamn. Han har medverkat i utställningar med konstnärsgruppen Ingens Hundar på Arvika Konsthall, Kulturhuset i Stockholm och på Gävle slott. Blomberg är representerad i Statens konstsamlingar och vid Södertälje kommun.